# Sarah Uriarte Berry
Sarah Uriarte Berry (San Francisco, 31 maggio 1969) è un'attrice e cantante statunitense, attiva soprattutto in campo teatrale.

## Biografia
Dopo alla laurea alla UCLA nel 1992, Sarah Uriarte Berry fece il suo debutto a Broadway nel 1993, interpretando Eponine nel musical Les Misérables. Nel 1995 interpretò Belle nel musical La bella e la bestia, per poi interpretare la protagonista Julie Jordan nella tournée statunitense della produzione del National Theatre del musical Carousel nel 1996. Nel 1997 tornò a Broadway per interpretare Eponine in Les Misérables, mentre nel 1998 recitò con Petula Clark nel tour statunitense del musical Sunset Boulevard. Nel 2002 recitò nel musical A Little Night Music a Washington e, dopo essere apparsa brevemente nel flop Taboo a Broadway nel 2003, nel 2005 ottenne il suo più grande successo con il musical The Light in the Piazza, per cui fu candidata al prestigioso Outer Critics Circle Award e al Drama Desk Award. Nell'autunno 2006 tornò brevemente a recitare ne La bella e la bestia a Broadway, sempre nel ruolo di Belle. Nel 2011 e nel 2013 è tornata a Broadway come sostituta: nel 2011 per Alice Ripley nel musical Premio Pulitzer Next to Normal e nel 2013 di Tracie Bennett nel musical End of the Rainbow. Successivamente ha recitato in numerose produzioni regionali di musical di successo, tra cui A Little Night Music (2008), The Light in the Piazza (2008), Show Boat (2011), Taboo (2014), Carousel (2017) e The Full Monty (2018).
È sposata con l'attore Michael Berry, da cui ha avuto una figlia e una coppia di gemelli.

## Filmografia

### Cinema
- Pretty Bird, regia di Paul Schneider (2008)
- Frontera, regia di Michael Berry (2014)
- Fidaa, regia di Sekhar Kammula (2017)

### Televisione
- Law & Order: Criminal Intent - serie TV, 1 episodio (2001)
- Unbreakable Kimmy Schmidt - film TV, 1 episodio (2019)